# Nanohammus oshimanus
Nanohammus oshimanus là một loài bọ cánh cứng trong họ Cerambycidae.